# Espurio Postumio Albino Paululo
Espurio Postumio Albino Paululo  fue un político y militar de la República romana, que ocupó el consulado en el año 174 a. C.
Probablemente hermano del cónsul del año 180 a. C. Aulo Postumio Albino Lusco y del cónsul del año 173 a. C. Lucio Postumio Albino.
Tal vez haya obtenido el cognomen «Paullulus» por ser pequeño de estatura con el objeto de distinguirlo con mayor precisión de sus dos hermanos. Fue pretor en Sicilia en 183 a. C. y cónsul en el año 174 a. C.